# Ichthyoxenus jellinghausii
Ichthyoxenus jellinghausii är en kräftdjursart som beskrevs av Geoffrey Alton Craig Herklots 1870. Ichthyoxenus jellinghausii ingår i släktet Ichthyoxenus och familjen Cymothoidae. Inga underarter finns listade i Catalogue of Life.